# Riot grrrl
Riot grrrl (of riot grrl) is een feministische subcultuur die in het begin van de jaren 90 van de 20e eeuw opkwam, tegelijkertijd met grunge. De stroming wordt vaak samengetrokken met de derde feministische golf.
De muzikale vorm van de stroming is verwant aan punkrock, indierock en noise rock, met bands die grotendeels uit vrouwelijke leden bestaan, zoals Hole, Bikini Kill, Free Kitten, L7, Huggy Bear, Babes in Toyland, Le Tigre, Bratmobile, Sleater-Kinney.
Jaarlijks worden in veel Europese landen zogenaamde ladyfests gehouden: festivals gericht op riot grrrl-activiteiten en -ambities.

## Voorlopers
- Patti Smith
- Wendy O. Williams (1949-1998) & The Plasmatics
- Lydia Lunch
- Jean Smith